# Margriet van Cortenbach
Margriet van Cortenbach was een natuurlijke dochter van Joost van Cortenbach, die heer van Helmond was. Naar haar is een beroemd getijdenboek genoemd, het Vesperale van Margriet van Cortenbach.
Johanna van Cortenbach, die een natuurlijke dochter van Jan IV van Cortenbach was, schonk dit boek in 1553 aan Margriet, toen zij in het klooster Soeterbeek intrad.